# Schalbusdag
Der Schalbusdag (Schalbus-Dag) (russisch Шалбуздаг oder Шалбуз-даг) ist ein über 4000 Meter hoher Berg in Dagestan. Der Legende nach soll König Salomo am Gipfel sein Grab haben. Der Berg gilt als heilig und wird von Pilgern bestiegen.
Nach der örtlichen Tradition wird der Gläubige durch das Besteigen des Schalbusdag von all seinen Sünden gereinigt.